# 拉菲克·侯赛因诺夫
拉菲克·侯赛因诺夫（1988年5月16日—）生于乌兹别克斯坦塔什干，是一名阿塞拜疆男子摔跤运动员，毕业于阿塞拜疆国立经济大学。他于1996年在父亲的影响下开始接触摔跤，起初他对于摔跤并没有热情，后来他逐渐开始对摔跤感兴趣。拉菲克的两个弟弟Adli和Rufat也都从事摔跤运动。